# IG Metall

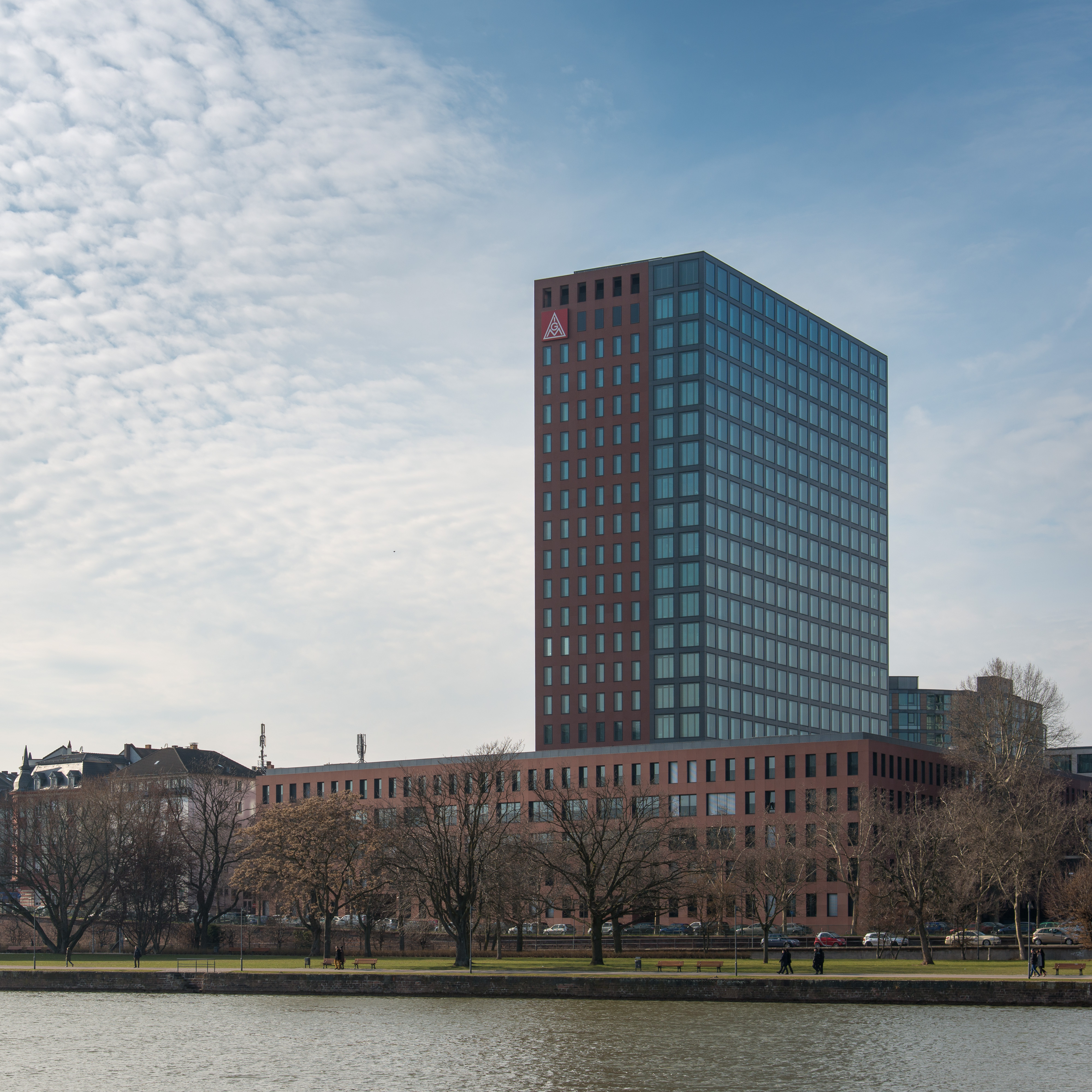
Sede da IGM em Frankfurt am Main

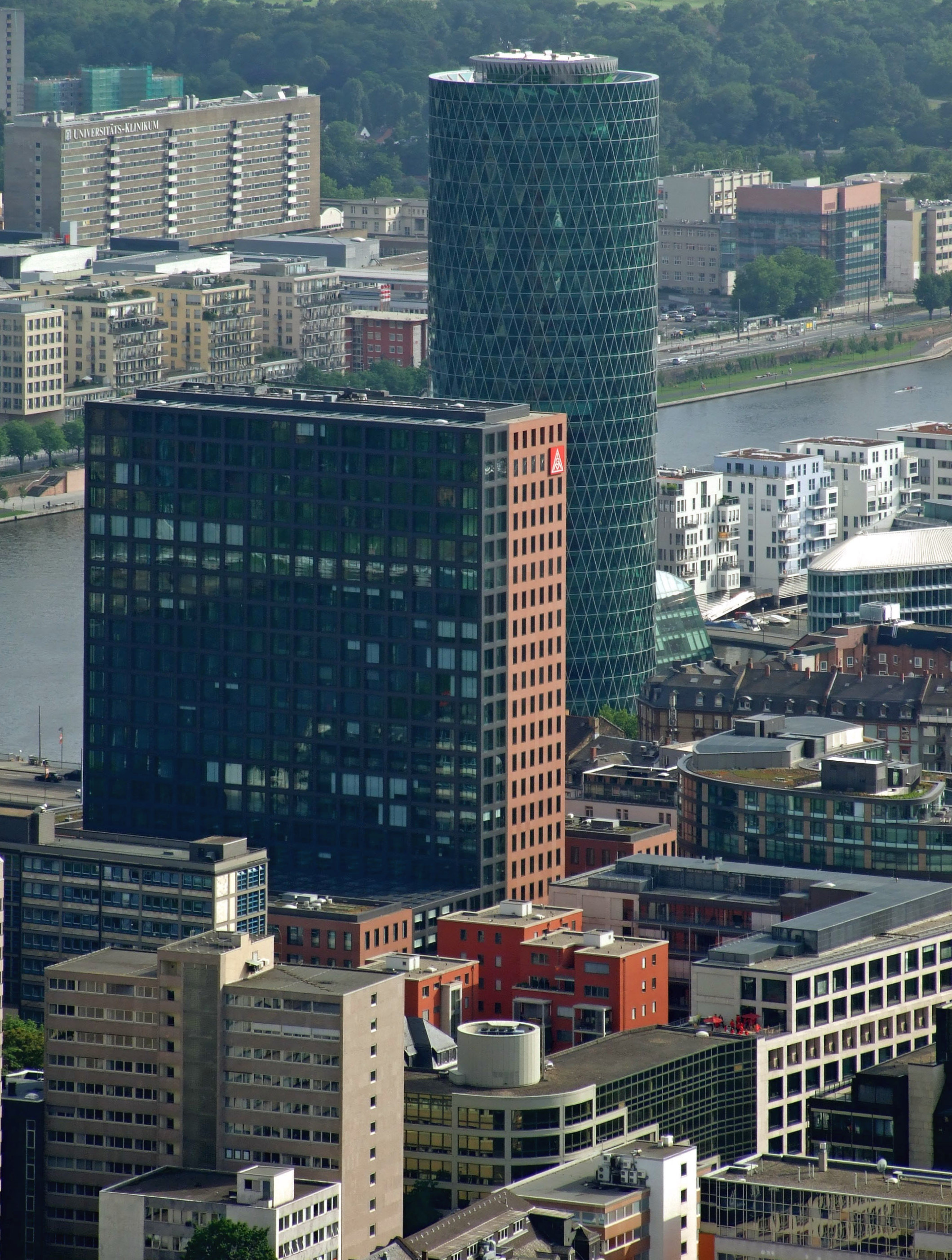
Sede da IGM em Frankfurt am Main

IG Metall (Industriegewerkschaft Metall, IGM) é o maior sindicato metalúrgico do mundo, com 2,274 milhões de filiados.
O IG Metall foi fundado em 1891 e representa os metalúrgicos. Representa desde 1998 os trabalhadores da indústria de tecelagem e confecções e desde 2000 os trabalhadores da indústria madeireira e de plásticos.
O IG Metall é filiado ao DGB, Deutscher Gewerkschaftsbund, a maior central sindical da Alemanha, fundada em Munique em 12 de outubro de 1949 e que representa mais de seis milhões de trabalhadores.

## Filiados na DGB (central sindical)
| Trabalhadores sindicalizados em 2017                               | Trabalhadores sindicalizados em 2017 | Trabalhadores sindicalizados em 2017 | Trabalhadores sindicalizados em 2017 | Trabalhadores sindicalizados em 2017 | Trabalhadores sindicalizados em 2017 | Trabalhadores sindicalizados em 2017 | Trabalhadores sindicalizados em 2017 |
| ------------------------------------------------------------------ | ------------------------------------ | ------------------------------------ | ------------------------------------ | ------------------------------------ | ------------------------------------ | ------------------------------------ | ------------------------------------ |
| Sindicato                                                          | Sindicato                            | Mulheres                             | Mulheres                             | Homens                               | Homens                               | Total                                | Total                                |
| IG Bauen-Agrar-Umwelt (Construção civil, agricultura e ambiente)   | IG BAU                               | 67,069                               | 26.35%                               | 187,456                              | 73.65%                               | 254,525                              | 4.25%                                |
| IG Bergbau, Chemie, Energie (Mineração, química e energia)         | IG BCE                               | 137,012                              | 21.49%                               | 500,611                              | 78.51%                               | 637,623                              | 10.64%                               |
| Gewerkschaft Erziehung und Wissenschaft (Educação e ciência)       | GEW                                  | 199,529                              | 71.71%                               | 78,714                               | 28.29%                               | 278,243                              | 4.64%                                |
| IG Metall (Metalúrgicos)                                           | IGM                                  | 406,893                              | 17.98%                               | 1,855,768                            | 82.02%                               | 2,262,661                            | 37.74%                               |
| Gewerkschaft Nahrung-Genuss-Gaststätten (Hotelaria e restaurantes) | NGG                                  | 83,741                               | 41.89%                               | 116,180                              | 58.11%                               | 199,921                              | 3.33%                                |
| Gewerkschaft der Polizei (Polícia)                                 | GdP                                  | 46,032                               | 24.86%                               | 139,121                              | 75.14%                               | 185,153                              | 3.09%                                |
| Eisenbahn- und Verkehrsgewerkschaft (Ferroviários)                 | EVG                                  | 41,204                               | 21.69%                               | 148,771                              | 78.31%                               | 189,975                              | 3.17%                                |
| Vereinte Dienstleistungsgewerkschaft (Serviços)                    | ver.di                               | 1,038,221                            | 52.24%                               | 949,115                              | 47.76%                               | 1,987,336                            | 33.15%                               |
| Total de filiados na DGB                                           | DGB                                  | 2,019,701                            | 33.69%                               | 3,975,736                            | 66.31%                               | 5,995,437                            | 100.00%                              |
| DGB-Mitgliederstruktur 2017                                        |                                      |                                      |                                      |                                      |                                      |                                      |                                      |